# Comarca de São Gonçalo do Amarante (Rio Grande do Norte)

Localização de São Gonçalo do Amarante no Rio Grande do Norte. O território da comarca abrange apenas o próprio município.

A Comarca de São Gonçalo do Amarante é uma representação do poder judiciário do Rio Grande do Norte, no município de São Gonçalo do Amarante, Brasil.
A sede da comarca, de segunda entrância, está instalada no Fórum Desembargador Ivan Meira Lima. Antes da última extinção do município, em 1943, São Gonçalo do Amarante possuía apenas um cartório judiciário, formado por três titulares. Em 1956, quando ainda era distrito de Macaíba, foi recriado o primeiro cartório judiciário, e o segundo, somente em 1961, já como município.
É formada por três promotores e duas varas cíveis. Em 1958, quando da emancipação definitiva de São Gonçalo do Amarante, a lei estadual 2 323 subordinou o município à comarca de Macaíba (termo). Somente três anos depois, em 1961, a comarca atual foi criada, tendo José Gosson como o primeiro juiz.